# Edoardo Persico
Edoardo Persico (Napoli, 8 febbraio 1900 – Milano, 10 gennaio 1936) è stato un critico d'arte e saggista italiano.

## Biografia
Nacque a Napoli, dove frequentò il liceo classico "Vittorio Emanuele". Conseguita la maturità classica nel 1918, si iscrisse alla facoltà di giurisprudenza, ma verrà chiamato lo stesso anno alle armi, prestando quindi servizio in artiglieria. Nel 1920 compie un viaggio a Parigi.

L'anno successivo abbandonò gli studi di giurisprudenza e si dedicò ai suoi interessi artistici e letterari, pubblicando nel 1923 il racconto filosofico La città degli uomini d'oggi edito dall'editrice Quattrini di Firenze. 
Amico di Piero Gobetti, con cui collaborò alle riviste La Rivoluzione Liberale e Il Baretti, si trasferì nel 1927 a Torino dove visse tra penose ristrettezze lavorando come uomo di fatica alla FIAT.

Dopo molti sacrifici, fondò una propria casa editrice. Qui conobbe Lionello Venturi e sostenne un gruppo di artisti che saranno noti come i "Sei di Torino". 
Nel 1929 Persico si trasferì a Milano, dove collaborò alla rivista Belvedere e intorno al 1930 fondò la Galleria del Milione: nel 1931 diresse con Giuseppe Pagano la rivista Casabella. Fu chiamato ad insegnare all'ISIA di Monza, una scuola di arte applicata.
Dal 1934 volse il suo interesse verso l'architettura, aderì al Movimento Razionalista, realizzò arredi di interni e allestimenti per esposizioni.
Persico venne trovato morto nella sua casa nel gennaio 1936; la morte, avvenuta fra il 10 e l'11 gennaio, presenta alcuni lati oscuri espressi nel dopoguerra, fra gli altri, da Oreste Del Buono in due articoli apparsi su Tuttolibri nel 1993, e da Andrea Camilleri in un libro inchiesta del 2012. Quest'ultimo ipotizzò che la morte di Edoardo Persico potesse essere stata causata da sicari fascisti.

## Scritti
- La Città degli uomini d'oggi, Firenze: Casa Ed. Italiana A. Quattrini, 1923.
- Edoardo Persico (a cura di), Arte romana: la scultura romana e quattro affreschi della villa dei misteri, Milano: Domus, 1935.
- Profezia dell'architettura, con una nota di Alfonso Gatto, Milano: Muggiani, 1945; a cura di Francesco D'Episcopo, Roma: Ripostes, 1990; con nota di Attilio Pracchi, Bologna: Ogni uomo e tutti gli uomini, 2010, ISBN 978-88-96691-05-2; Milano: Skira, 2012, ISBN 978-88-572-1395-8.
- Edoardo Persico : Scritti critici e polemici (a cura di Alfonso Gatto), Rosa e Ballo Editori, Milano, 1947.
- Giulia Veronesi (a cura di), Edoardo Persico: Tutte le opere : (1923-1935), 2 voll. Vol. I: "Politica, letteratura, pittura, scultura, teatro, fotografia, grafica, varie", Vol. II: "Architettura", Milano: Comunità, 1964.
- Elena Pontiggia (a cura di), Destino e modernità. Scritti d'arte (1929-1935), Milano: Medusa, 2001, ISBN 978-88-88130-27-9.
- Marcello Del Campo (a cura di), Edoardo Persico: scritti di architettura, Torino: Testo & immagine, 2004, ISBN 88-8382-114-9.